# 刘小强
刘小强（1971年5月—），重庆涪陵人，汉族，中国共产党党员。中华人民共和国政治人物。曾任中共重庆市长寿区委书记，现任重庆市财政局党组书记、局长。